# Gran Premi de Suïssa de motociclisme
|  | Aquest article tracta sobre motociclisme de velocitat. Si cerqueu informació sobre motocròs, vegeu «Gran Premi de Suïssa de Motocròs». |

El Gran Premi de Suïssa de motociclisme fou un esdeveniment esportiu que es disputà en 6 ocasions entre el 1949 i el 1954 al Circuit Bremgarten (i en una ocasió al circuit urbà de Ginebra) dins del calendari del Campionat del món de motociclisme. El Gran Premi de Suïssa es va deixar de convocar a partir del 1955, després que el govern suís hagués prohibit les curses de motor al seu territori arran del tràgic accident a les 24 Hores de Le Mans d'aquell any.

## Noms oficials i patrocinadors
- 1949, 1951: Großer Preis der Schweiz für Motorräder un Seitenwagen (sense patrocinador oficial)[1]
- 1950: G.d Prix Suisse (sense patrocinador oficial)[2]
- 1952: Grosser Preis der Schweiz für Automobile, Motorräder un Seitenwagen (sense patrocinador oficial)[3]
- 1953: Großer Preis der Schweiz für Automobile, Motorräder un Seitenwagen (sense patrocinador oficial)[4]
- 1954: Grand Prix Bern (sense patrocinador oficial)[5]

## Circuits emprats

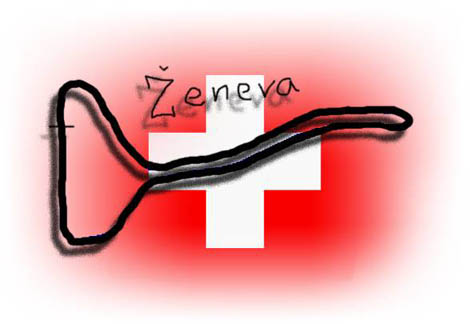
Circuit de les Nacions (Ginebra), emprat el 1950
Circuit de Bremgarten, emprat el 1949, 1951–1954

## Guanyadors múltiples

### Pilots
| # Victòries | Pilot           | Victòries | Victòries  |
| # Victòries | Pilot           | Categoria | Anys       |
| ----------- | --------------- | --------- | ---------- |
| 4           | Leslie Graham   | 500cc     | 1949, 1950 |
| 4           | Leslie Graham   | 350cc     | 1950, 1951 |
| 4           | Fergus Anderson | 500cc     | 1951       |
| 4           | Fergus Anderson | 350cc     | 1953, 1954 |
| 4           | Fergus Anderson | 250cc     | 1952       |
| 3           | Geoff Duke      | 500cc     | 1953, 1954 |
| 3           | Geoff Duke      | 350cc     | 1952       |
| 2           | Dario Ambrosini | 250cc     | 1950, 1951 |

### Constructors
| # Victòries | Constructor | Victòries | Victòries        |
| # Victòries | Constructor | Categoria | Anys             |
| ----------- | ----------- | --------- | ---------------- |
| 5           | Moto Guzzi  | 500cc     | 1951             |
| 5           | Moto Guzzi  | 350cc     | 1953, 1954       |
| 5           | Moto Guzzi  | 250cc     | 1949, 1952       |
| 4           | AJS         | 500cc     | 1949, 1950, 1952 |
| 4           | AJS         | 350cc     | 1950             |
| 2           | Velocette   | 350cc     | 1949, 1951       |
| 2           | Benelli     | 250cc     | 1950, 1951       |
| 2           | Gilera      | 500cc     | 1953, 1954       |
| 2           | NSU         | 250cc     | 1953, 1954       |

## Guanyadors per any
- Només es mostren les edicions d'aquesta cursa posteriors a 1948 i puntuables per al Campionat del Món.

| Any  | Circuit    | 250 cc          | 250 cc     | 350 cc          | 350 cc     | 500 cc          | 500 cc     | Detalls |
| Any  | Circuit    | Pilot           | Moto       | Pilot           | Moto       | Pilot           | Moto       | Detalls |
| ---- | ---------- | --------------- | ---------- | --------------- | ---------- | --------------- | ---------- | ------- |
| 1954 | Bremgarten | Rupert Hollaus  | NSU        | Fergus Anderson | Moto Guzzi | Geoff Duke      | Gilera     | Detalls |
| 1953 | Bremgarten | Reg Armstrong   | NSU        | Fergus Anderson | Moto Guzzi | Geoff Duke      | Gilera     | Detalls |
| 1952 | Bremgarten | Fergus Anderson | Moto Guzzi | Geoff Duke      | Norton     | Jack Brett      | AJS        | Detalls |
| 1951 | Bremgarten | Dario Ambrosini | Benelli    | Leslie Graham   | Velocette  | Fergus Anderson | Moto Guzzi | Detalls |
| 1950 | Ginebra    | Dario Ambrosini | Benelli    | Leslie Graham   | AJS        | Leslie Graham   | AJS        | Detalls |

| Any  | Circuit    | 125 cc       | 125 cc  | 250 cc      | 250 cc     | 350 cc        | 350 cc    | 500 cc        | 500 cc | Detalls |
| Any  | Circuit    | Pilot        | Moto    | Pilot       | Moto       | Pilot         | Moto      | Pilot         | Moto   | Detalls |
| ---- | ---------- | ------------ | ------- | ----------- | ---------- | ------------- | --------- | ------------- | ------ | ------- |
| 1949 | Bremgarten | Nello Pagani | Mondial | Bruno Ruffo | Moto Guzzi | Freddie Frith | Velocette | Leslie Graham | AJS    | Detalls |